# Rie Tanaka
Rie Tanaka (田中 理恵, Tanaka Rie) (Minami-ku, 3 januari 1979) is een Japans stemactrice (seiyu) en zangeres.

## Beschrijving
Tanaka werd bekend om enkele grote rollen in anime als Mobile Suit Gundam Seed, Futari wa Pretty Cure Max Heart, Strike Witches en Rozen Maiden.
Ook heeft ze stemrollen in computerspellen als de Hyperdimension Neptunia-serie, het personage Morrigan Aensland in Ultimate Marvel vs. Capcom 3, in Fate/Extra en Fate/Grand Order, Honkai Impact 3rd, Persona 3 en Mega Man Zero.
Naast haar werk als stemactrice is Tanaka ook actief in de muziekindustrie. In april 2019 kondigde ze aan verder te werken als youtuber met een eigen programma.

## Privéleven
Tanaka trouwde in juni 2012 met stemacteur Koichi Yamadera. Het stel scheidde in juli 2018.

## Werken

### Anime (selectie)
- Great Teacher Onizuka (1999)
- Yu-Gi-Oh! (2000)
- Mobile Suit Gundam SEED (2002-2003)
- Burst Angel (2004)
- Rozen Maiden (2004-2006)
- Higurashi When They Cry (2007-heden)
- Strike Witches (2008)
- Toradora! (2008)
- That Time I Got Reincarnated as a Slime (2018-2021)
- Record of Ragnarok (2021)

### Computerspellen (selectie)
- Mega Man Zero (2001)
- Persona 3 (2006-2009)
- Higurashi When They Cry (2007, PlayStation)
- Hyperdimension Neptunia (2010-heden)
- Call of Duty: Modern Warfare 3 (2011)
- Final Fantasy XIV (2013-heden)
- Mobile Suit Gundam Seed (2016)
- Fate/Grand Order (2017)
- Genshin Impact (2020)
- Resident Evil Village (2021)
- Persona 3 Reload (2024)

## Discografie

### Albums
- garnet (2001)
- 24 wishes (2003)
- Kokoro (2010)
- Chara de Rie (2003, minialbum)

### Singles
- "Ningyo Hime" (2002)
- "Yasashii Jikan no Naka de" (2009)
- "Raison d'être" (2022)